# 寿山镇 (辽源市)
寿山镇，是中华人民共和国吉林省辽源市龙山区下辖的一个乡镇级行政单位。

## 行政区划
寿山镇下辖以下地区：
东城社区、热闹村、卫国村、大寿村、寿山村、黑牛村、录山村、三合村、六间村、永康村、永治村、礼让村、福山村、国庆村、山湾村、东升村、七一村、朝阳村和忠诚村。